# Arthur Abele

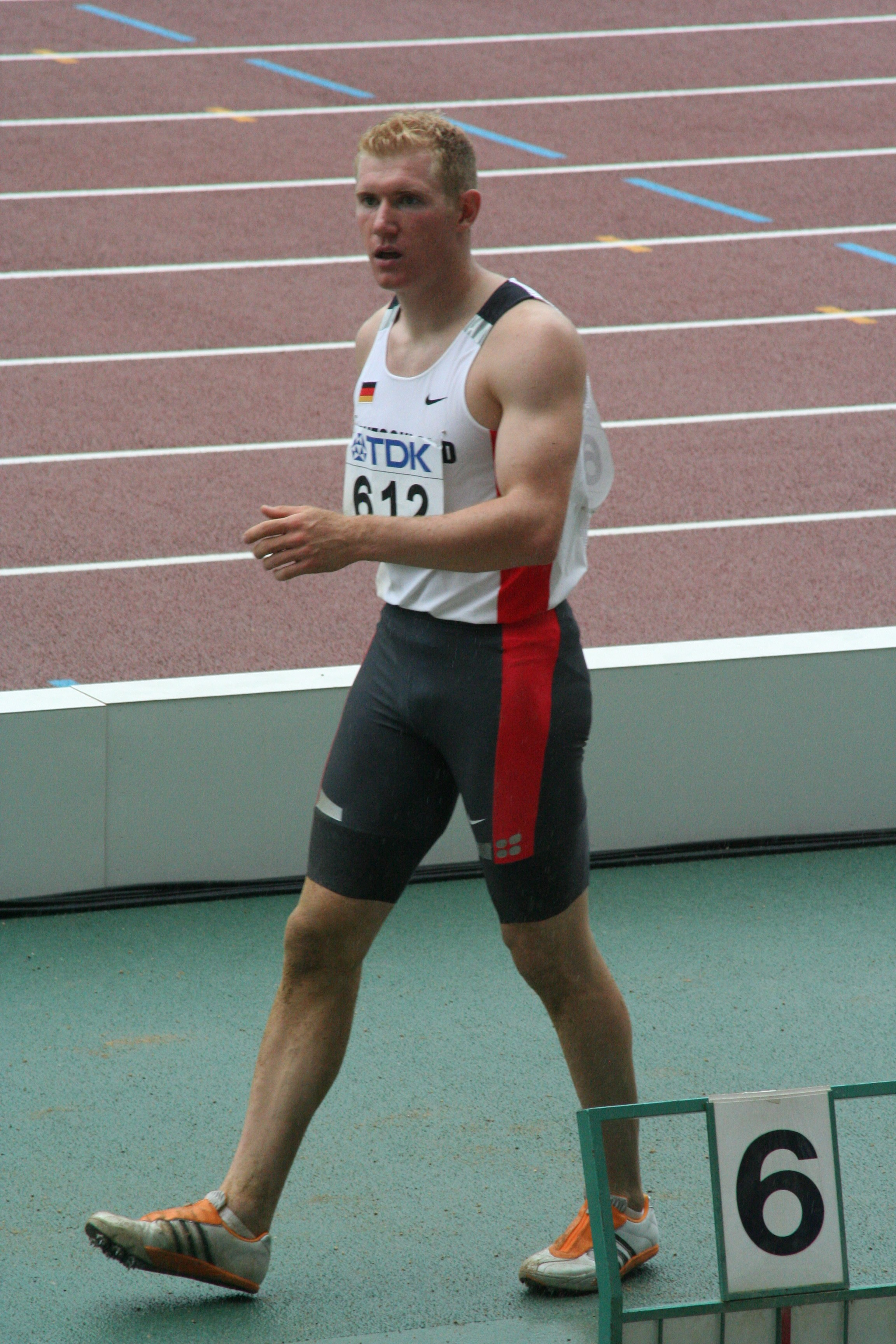
Arthur Abele, 2007

Arthur Abele (ur. 30 lipca 1986 w Mutlangen w RFN) – niemiecki lekkoatleta specjalizujący się w wielobojach.
Zadebiutował w 2004, zajmując 7. miejsce na mistrzostwach świata juniorów w Grosseto. Srebrny medalista juniorskich mistrzostw Europy w Kownie (2005). W 2007 był dziewiąty na mistrzostwach świata w Osace, a rok później nie ukończył rywalizacji podczas igrzysk olimpijskich w Pekinie. Po przerwie spowodowanej kontuzjami, zajął w 5. miejsce na mistrzostwach Europy (2014). W 2015 został halowym wicemistrzem Starego Kontynentu.
Złoty medalista mistrzostw Niemiec.
Zdobył tytuł mistrza na lekkoatletycznych Mistrzostwach Europy w 2018 w Berlinie w  dziesięcioboju.

## Rekordy życiowe
- siedmiobój (hala) – 6279 pkt. (8 marca 2015, Praga);
- dziesięciobój – 8605 pkt. (27 czerwca 2016, Ratingen).

## Osiągnięcia
| Rok  | Impreza                     | Miejsce        | Konkurencja   | Pozycja     | Wynik     |
| ---- | --------------------------- | -------------- | ------------- | ----------- | --------- |
| 2004 | Mistrzostwa świata juniorów | Grosseto       | dziesięciobój | 7. miejsce  | 7224 pkt. |
| 2005 | Mistrzostwa Europy juniorów | Kowno          | dziesięciobój | 2. miejsce  | 7634 pkt. |
| 2007 | Mistrzostwa świata          | Osaka          | dziesięciobój | 9. miejsce  | 8243 pkt. |
| 2008 | Igrzyska olimpijskie        | Pekin          | dziesięciobój | –           | DNF       |
| 2014 | Mistrzostwa Europy          | Zurych         | dziesięciobój | 5. miejsce  | 8477 pkt. |
| 2015 | Halowe mistrzostwa Europy   | Praga          | siedmiobój    | 2. miejsce  | 6279 pkt. |
| 2016 | Igrzyska olimpijskie        | Rio de Janeiro | dziesięciobój | 15. miejsce | 8013 pkt. |
| 2018 | Mistrzostwa Europy          | Berlin         | dziesięciobój | 1. miejsce  | 8431 pkt. |
| 2022 | Mistrzostwa Europy          | Monachium      | dziesięciobój | 15. miejsce | 7662 pkt. |